# Jalhay
Jalhay (nld. Gelhaag, niem. Galbach, wa. Djalhé) – miejscowość i gmina (commune) w Belgii, w Regionie Walońskim, w prowincji Liège, w okręgu Verviers. 1 stycznia 2024 roku liczyła 8777 mieszkańców.

## Podział administracyjny
W skład gminy wchodzi jedna dzielnica (section):
- Sart-lez-Spa